# Etron Fou Leloublan
Etron Fou Leloublan — французская рок-группа.

## История
В конце 1971 года в Гренобле клавишник Жан-Батист Мулю (Jean-Baptiste Moulu) и барабанщик Гигу Шеневье (Guigou Chenevier), тогда ещё студенты, собрали свой первый дуэт. Вскоре к ним присоединились басист Мори (Morey) и саксофонист Крис Шане (Chris Chanet). Однако вскоре Мори и Мулю группу покидают: один ради того, чтобы получить образование, а другой - чтобы отправиться в путешествие по лесам Амазонки. Шеневье и Шане это не остановило и под названиями Grace-Molle, Grosse-Malle, Grasse-Mole, а также Graisse-Mouelle они выступали некоторое время в качестве дуэта. В 1973 году группа начала поиски пианиста, однако нашла басиста, коим оказался Фердинан Ришар (Ferdinand Richard), так появилась группа Etron Fou (дополнение Leloublan появилось несколько позже). Первый концерт группы состоялся в Гренобле 27 декабря 1973 года, на разогреве группы Magma. Редкие выступления не могли обеспечить жизнь музыкантов должным образом, поэтому было решено организовать настоящую музыкальную коммуну в месте Ардеш — для того, чтобы совмещать занятия сельским хозяйством, которое должно было их кормить, и музыкальным творчеством. Таким образом группа и проводила большую часть времени в период 1974-75 годов — участники  распахивали землю, засеивали культуры под урожай и вместе с тем продолжали выступления на сцене. А в 1975 году, в рамках одного фестиваля в Гренобле, состоялась их первая встреча с Фредом Фритом.
На следующий год состоялась ещё одна важная встреча. Все ещё находясь в Ардеш, Etron Fou подружились с группой Camizole, ставшими их единомышленниками и соратниками. Вместе они образовали союз Dupon et ses fantomes, в который потом влились также такие группы, как Mozaik, Grand Gouia, Au Fond du couloir a Gauche, Herbe Rouge и Nouvel Asile Culturel. Этот союз стал своего рода французской предтечей движения Rock In Opposition, которое открыло для них путь в Европу.

### Первый альбом
За это время группа получила своё полное название Etron Fou Leloublan и нашла источники своего вдохновения в музыке Капитана Бифхарта, Henry Cow и Альбера Маркёра. Правда, Крис Шане объявил о том, что он хочет покинуть группу. Это произошло как раз в то время, когда Etron Fou Leloublan решили увековечить свою музыку посредством записи альбома в Париже в ноябре 1976 года, однако в записи он все же поучаствовал. Получившаяся пластинка Batelages была записана относительно быстро, за 3 недели, так как музыканты записали те композиции, которые уже играли на протяжении многих лет. Например, сольный барабанный номер Гигу Шеневье под названием Sololo Brigida был впервые исполнен на том памятном первом концерте в 1973 году. Как только не называли этот стилистический поиск группы в то время: и дада-рок, и панк, и альтернативный джаз-рок, безумный французский шансон, разнузданный инструментал. Альбом был опубликован в том же году на лейбле Gratte-Ciel.
Крис Шане ушёл в коллектив Camizole, а потом в Urban Sax. В Etron Fou Leloublan его заменил саксофонист Франсис Гран, игравший до этого в группе Grand Gouia. Уже с ним EFL выступили на фестивале Fete de l’Humanite, равно как и на нескольких других, таких, как Politique Hebdo, Fete du P.S.U., Chapiteau de la Porte de Pantin, Festival Bas-Rock и другие. В то же время музыканты познакомились со своими английскими коллегами по авангардному року — группой Henry Cow (там тогда были Фред Фрит, Крис Катлер, Тим Ходжкинсон, Линдси Купер, Джон Гривз и Дагмар Краузе). Вместе с Henry Cow Etron Fou Leloublan совершили турне по Англии и Италии в 1977 году.
Второй альбом Etron Fou Leloublan, который называется Les Trois Fou’s perdegagnent (Au pays des…), был записан в ноябре 1977 года в Тулузе. Он немного сдал в отношении панковой составляющей музыки, и добавил определённой грации и изящества, особенно в плане электрогитары Жана-Пьера Грассе (Jean-Pierre Grasset), приглашённого на запись этого альбома, а также саксофона Франсиса Грана — то отвязного и резкого, то протяжного, в духе Жильбера Артмана (Gilbert Artman) из групп Urban Sax и Lard Free. В то же время новый вокалист/гость Мишель Грезе (Michel Grezes) с театрализацией гротескных текстов не позволил пропасть тому дадаистскому творческому задору, который застолбили за собой EFL в своём дебютном альбоме. Достаточно хороший второй альбом группы нашёл своё место среди записей адептов французского экспериментального рока — групп Heldon, Lard Free, Urban Sax и подобных. Сведённый на студии Tapioca в 1978 году, он появился на свет, благодаря усилиям лейбла 9h17 Productions, который появился на свет как раз благодаря функционированию организации Dupon et ses fantomes. Этот же лейбл примерно в то время занимался выпуском книг и брошюр Доминика Гримо.

### Rock In Opposition
В 1978 году группы Henry Cow, Etron Fou Leloublan, Univers Zero, Samla Mammas Manna и Stormy Six решают объединить свои усилия, собравшись в одно движение под названием «Рок в Оппозиции» (Rock in Opposition (R.I.O.)), организации, предназначенной, для облегчения издания музыки, проведения рекламных акций и организации концертов вышеуказанных групп и им сочувствующих. Первым актом их деятельности стал фестиваль в Лондоне, проведённый 12 марта 1978 года, в котором все эти пять групп и приняли участие. По всеобщему согласию, Крис Катлер был пожизненно назначен главным руководителем всего Движения. С 1978 по 1981 года Гигу Шеневье также принимал активное участие во всем этом процессе. За это время Движение провели несколько фестивалей подобного рода по всей Европе. Благодаря этому EFL побывали в Швеции и Италии. Сам же Шеневье принял участие в турне вместе с бельгийской группой Марка Холландера и Венсана Кени.
См. подробнее: Rock in Opposition, Манифест Rock in Opposition

### Трио, Визит в США
Летом 1979 года Фердинан Ришар отправился в Нью-Йорк с целью организовать гастроли Etron Fou Leloublan в США. После долгих и кропотливых переговоров, в которых ему помог Фред Фрит, занимающий весьма авторитетное положение в музыкальной среде Нью-Йорка, договорённость была достигнута. Однако по возвращении его ждал неприятный сюрприз — примерно за три недели до старта большого турне, саксофонист Жерар Боле, участвующий в группе уже примерно год, решает покинуть коллектив, чтобы заняться сольной карьерой. Группа осталась в составе трио — Гигу Шеневье, Фердинан Ришар и Бернар Матье. Именно в таком составе Etron Fou Leloublan и отправились в Штаты, где 5 ноября 1979 года, в Бостоне, на разогреве у группы National Health, состоялся их заокеанский дебют. Во время гастролей был записан концертный альбом En public aux Etats-Unis d’Amerique, в основном по мотивам выступлений в нью-йоркском клубе Squat Club и на сцене одного хартфордского колледжа. Группа продолжала вальсировать меж различных стилистических ярлыков (пост-фри-джаз, пост-панк, арт-рок, грубый шансон), исполняя на концертах в основном музыку из дебютного альбома, только в версии для усечённого состава. Американская пресса однозначно испугалась французского рока!
После этого музыкальные знакомства Гигу Шеневье начали быстро множиться. Он стал сотрудничать с гитаристом Сирилом Лефебром (Cyril Lefebvre) из Ensemble Moderne, принял участие в записи трёх альбомов группы Video-Aventures (группа, где играли бывшие музыканты коллектива Comizole Доминик Гримо (Dominique Grimaud) и Моник Альба), а также альбома Фреда Фрита Speechless (1981). Фред Фрит же и помог с дистрибуцией за пределами Франции нового, третьего студийного альбома Etron Fou Leloublan, записанного в ноябре 1981 года под названием Les Poumons Gonfles. Тем временем сама группа превратилась в квартет после того, как к ним пришла Жо Тирьон (Jo Thirion), игравшая на пианино, органе и трубе. Жо расширила звуковую палитру группы не только за счёт перечисленных инструментов, но и женского вокала.
На следующий год в группе сменился саксофонист — вместо Бернара Матье пришёл Бруно Мейе (Bruno Meillier) и уже вместе с ним Etron Fou Lelouban записывают в августе 1983 года новый альбом Le Sillons de la terre, где музыканты не стали выдумывать ничего особо нового и вновь сыграли смесь фри-джаза, рока, панка, нью-вейва и всего остального, с обязательным использованием театра абсурда.
В 1984 году Бруно Мейе и Фердинан Ришар основали дуэт Bruniferd, тогда как Гигу Шеневье присоединился к трио Les Batteries вместе с Чарльзом Хэйвордом (из группы This Heat) и Риком Брауном. А в 1985 году урезанный состав Etron Fou Leloublan (Шеневье/ Тирьон/ Ришар) записывает в Женеве альбом Face Aux Elements Dechaines. Шестой (пятый студийный) диск также был спродюсирован Фредом Фритом и стал последним в истории Etron Fou. Альбом был записан без саксофониста, однако несколько саксофонных партий там можно все-таки и услышать — это играет сам Шеневье, немного подучившись. Однако же основной акцент сделан на трио барабаны-бас-орган с редким вкраплением театрального вокала. Больше всего в звуке преобладает звук органа Жо Тирьон.

### После распада
После распада, группа Etron Fou Leloublan собиралась ещё несколько раз. В августе 1985 года — этот концерт можно услышать на переизданном лейблом Musea в 1997 году альбоме La Java des bombes atomiques и июле 1986-го — о чём свидетельствует другая пластинка — Blanc.
В 1991 году был выпущен бокс-сет из трёх компакт-дисков, который называется 43 Songs. В него уместились все 5 студийных номерных альбомов группы Etron Fou Leloublan.
Сам же Гигу Шеневье, после распада группы, продолжил свои эксперименты в рамках коллектива Les Batteries, а в 1993 году основал новую группу — Volapuk. Фердинан Ришар продолжал свою деятельность в коллективе Fredinand et les Philosophes, хотя больше он знаменит тем, что основал марсельское общество Ассоциация Музыкального Новаторства, которое занималось в том числе и организацией фестиваля MIMI, который прошёл в 1994 году. Бруно Мейе начал сольную карьеру, принимал участие в жизни различных формирований (Bruniferd, Zero Pop, Best Before trio, Ni Treve, Ni Relache), а также играл с самыми различными музыкантами (Пьер Бастьен, Ноэль Акшоте, Кристиан Ролле, Доминик Режеф, Джим О’Рурк, Рене Люссье, Сачико М и другие).

## Состав
Первоначальный состав
- Гигу Шеневье (Guigou Chenevier) — барабаны.
- Крис Шане (Chris Chanet) — саксофон.
- Фердинан Ришар (Ferdinand Richard) — бас-гитара

Изменения
- Франсис Гран — саксофон.
- Жан-Пьер Грассе (Jean-Pierre Grasset) — гитара.
- Жо Тирьон (Jo Thirion) — клавишные.
- Бруно Мейе (Bruno Meillier) — саксофон.

## Дискография
- Batelages (1976)
- Les Trois Fou’s perdégagnent (Au pays des…) (1978)
- En Direct Des Etats-Unis d'Amerique (live) (1979)
- Les Poumons Gonflés (1982)
- Les Sillons de la Terre (1984)
- Face Aux Elements Déchaînés (1985)
- 43 Songs (1991) [компиляция всех пяти студийных дисков группы]

## Близкие группы
- L'Ensemble del Raye
- Debile Menthol